# Vauchrétien
Vauchrétien korábbi község Franciaország Loire mente régiójában, Maine-et-Loire megyében. 2016. december 15-én kilenc másik korábbi községgel egyesült és Brissac Loire Aubance új község része lett.
Lakosainak száma 1553 fő (2018. január 1.). Vauchrétien Brissac-Quincé, Faye-d’Anjou, Notre-Dame-d’Allençon, Saint-Jean-des-Mauvrets, Saint-Melaine-sur-Aubance és Soulaines-sur-Aubance községekkel határos.

## Népesség
A település népessége az elmúlt években az alábbi módon változott:
| Lakosok száma | 618  | 614  | 813  | 1198 | 1395 | 1558 | 1500 | 1497 | 1491 | 1553 |
|               | 1968 | 1975 | 1982 | 1990 | 1999 | 2006 | 2011 | 2013 | 2017 | 2018 |